# Municipio de Lost Grove
Lost Grove Township es una subdivisión territorial del condado de Webster, Iowa, Estados Unidos. Según el censo de 2020, tiene una población de 588 habitantes.
Es una subdivisión exclusivamente geográfica, por cuanto el estado de Iowa no utiliza la herramienta de los townships como municipios.

## Geografía
Está ubicado en las coordenadas 42°15′11″N 94°13′23″O / 42.25306, -94.22306. Según la Oficina del Censo, tiene una superficie de 92.38 km², correspondientes en su totalidad a tierra firme.

## Demografía
Según el censo de 2020, hay 588 personas residiendo en la zona. La densidad de población es de 6.37 hab./km². El 94.90 % de los habitantes son blancos, el 0.34 % eran afroamericanos, el 0.68 % eran amerindios, el 0.34 % eran de otras razas  y el 3.74 % son de una mezcla de razas. Del total de la población, el 2.72 % eran hispanos o latinos de cualquier raza.